# إدوين ر. رينولدز
إدوين ر. رينولدز (بالإنجليزية: Edwin R. Reynolds)‏ هو قاضي ومحامي وسياسي أمريكي، ولد في 16 فبراير 1816 بفورت أن في الولايات المتحدة، وتوفي في 4 يوليو 1908 بقرية ألبيون في الولايات المتحدة. حزبياً، نشط في الحزب الجمهوري. وقد انتخب عضو مجلس النواب الأمريكي.